# Meister der Blue Jeans
Als Meister der Blue Jeans (it. Maestro della tela jeans) wird in der kunsthistorischen Forschung ein Genre-Maler bezeichnet, der von ungefähr 1675 bis 1700 im Norden von Italien tätig war. Eventuell kam er aus der Region um Venedig. 
Der namentlich nicht bekannte Künstler erhielt seinen Notnamen nach dem auf allen bis auf einem seiner Bilder auftauchenden typischen indigoblauen Gewebe, das in der Kleidung seiner Figuren zu sehen ist. Es erinnert sehr stark an die modernen Blue Jeans. Die Bilder des Meisters der Blue Jeans zeigen Mitglieder der ärmeren Schichten des Volkes und er malt dieses für seine Zeit ungewöhnliche Thema mit detailgetreuen Einzelheiten. 
Der Meister der Blue Jeans war ein Zeitgenosse des in Rom arbeitenden flämischen Malers und Radierers Michiel Sweerts, ein Maler, der ebenfalls im Stil der Bambocciade malte, das heißt auch er wählte seine Motive aus dem Alltagsleben der ärmeren Schichten.
Der Werkkatalog des Meisters der Blue Jeans wird seit dem Jahr 2004 genauer untersucht.

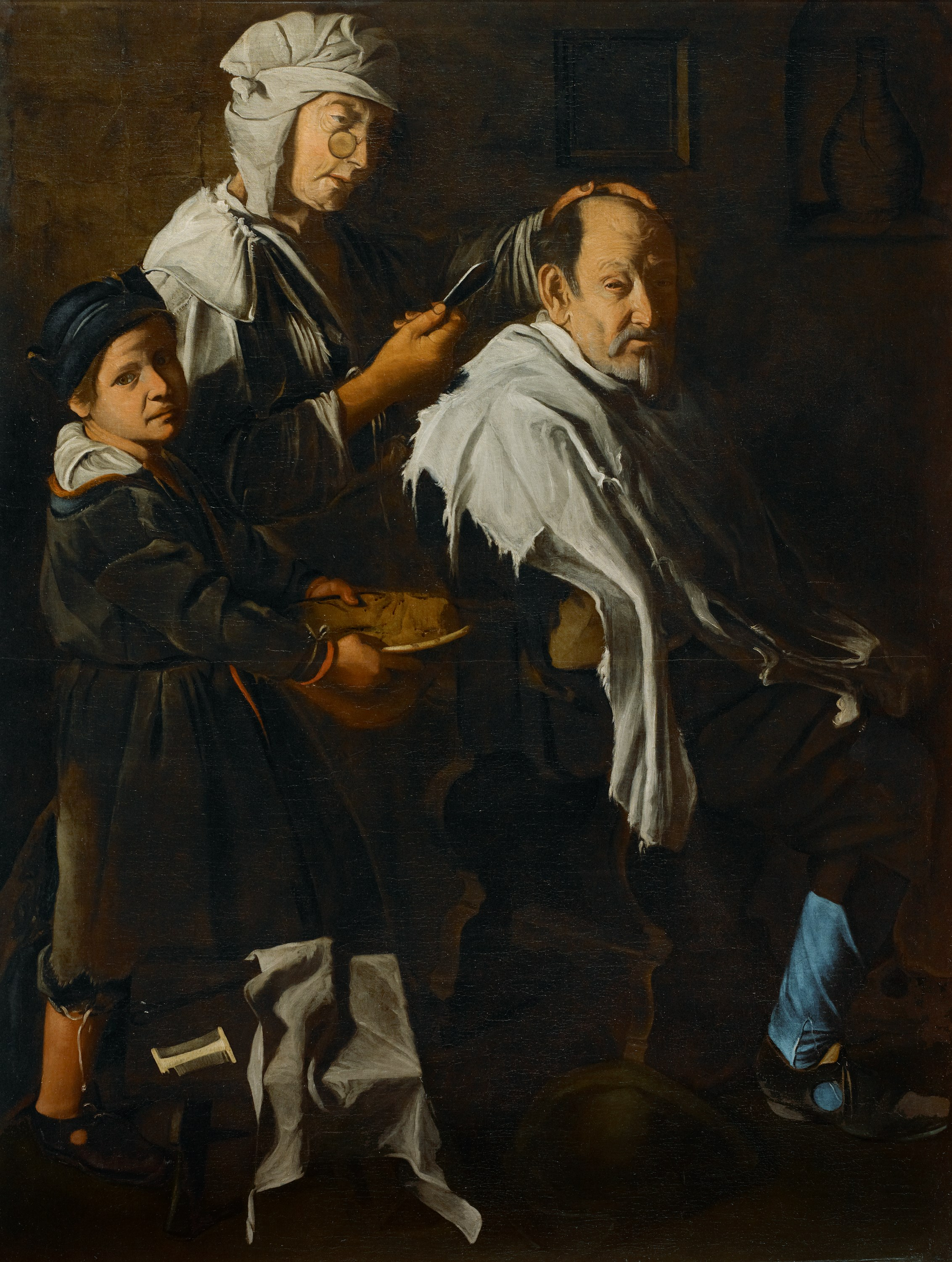
Meister der Blue Jeans: Barbier.
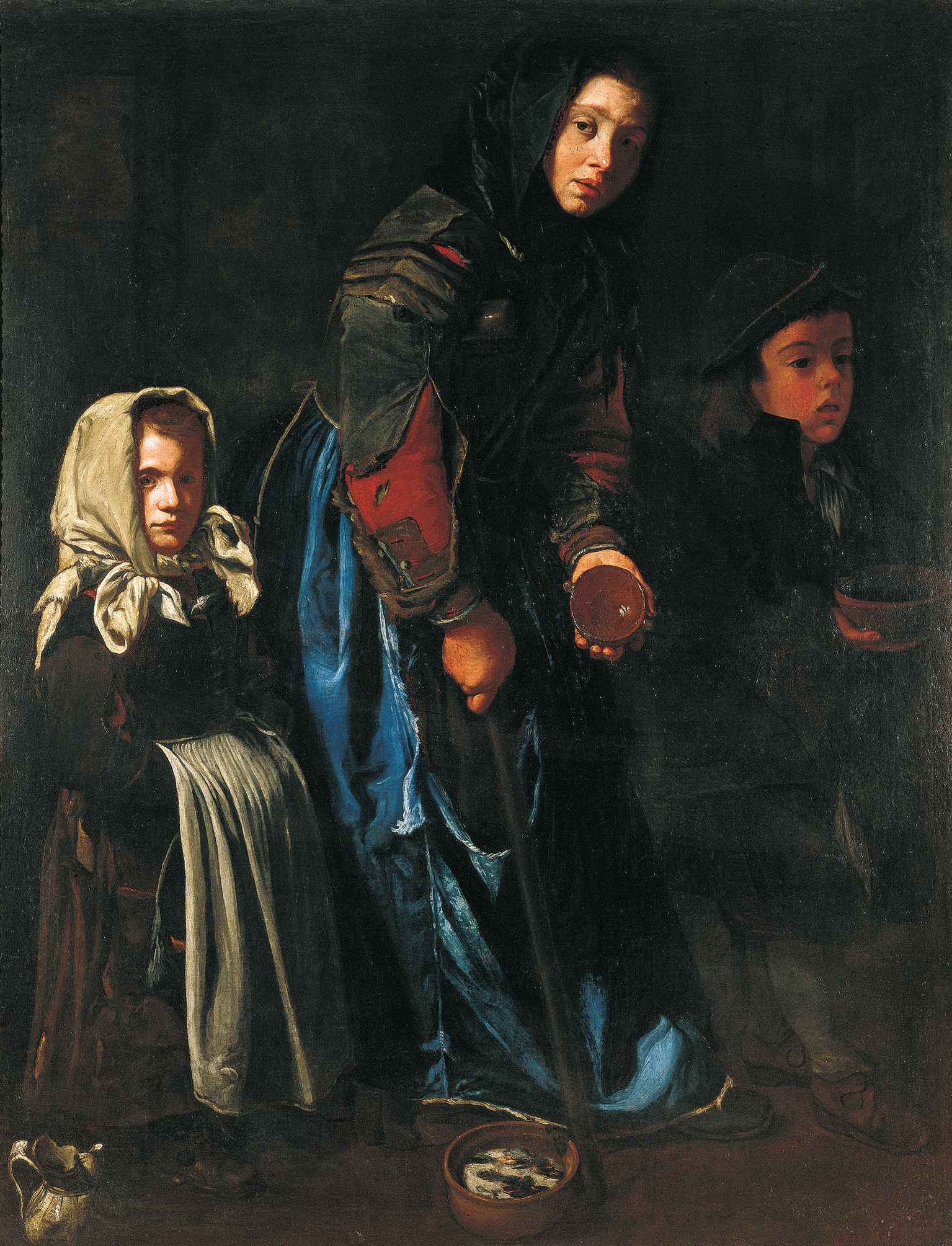
Meister der Blue Jeans: Händlerin mit zwei Kindern
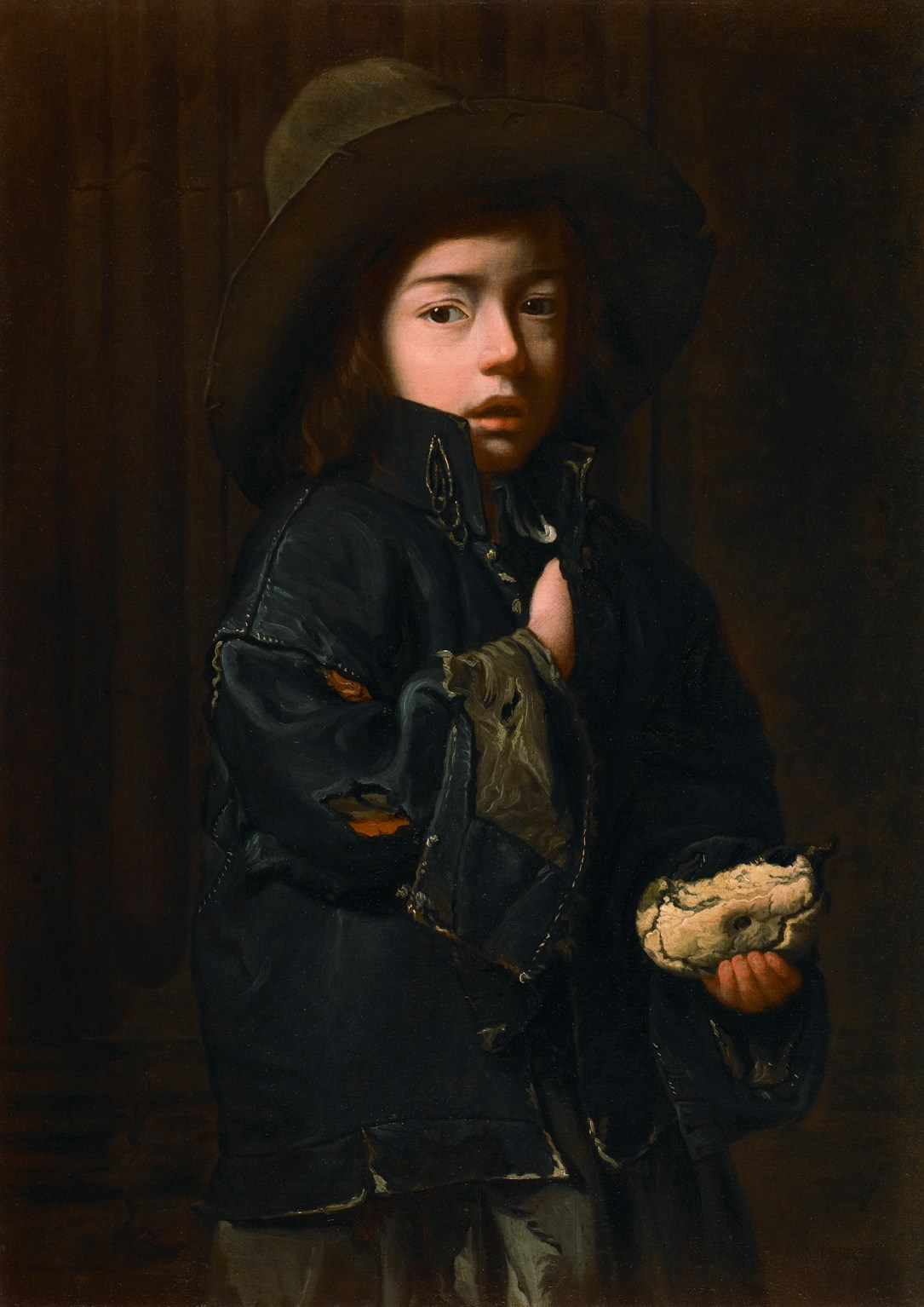
Kleiner Händler